# Baggrundsstrålingen
Baggrundsstrålingen er en samlende betegnelse for den mængde stråling der er tilstede et givent sted. I nogle sammenhænge betegner baggrundsstrålingen kun den del af strålingen, som stammer fra naturligt forekommende kilder.

## Diverse typer
I praksis arbejder man med flere typer af baggrundsstråling, alt efter hvilken strålingstype man interesserer sig for og ønsker at måle på. Når der tales generelt om baggrundstrålingen, menes sædvanligvis den ioniserende stråling som findes generelt i vores omgivelser. Ultraviolet stråling findes også i vores naturlige omgivelser, og styrken på en given dag angives med uv-indekset, men ultraviolet stråling er ikke ioniserende.
I mere specifikke sammenhænge angiver baggrundsstråling den baggrund af stråling, som findes i forhold til, hvad man måler. Eksempelvis studerer radioastronomi bl.a. den kosmiske baggrundsstråling af radiobølger. OBS: Denne kosmiske baggrundsstråling af radiobølger må ikke forveksles med den ioniserende baggrundsstråling af kosmisk stråling (beskrevet nedenfor).
Præcist kendskab til baggrundsstrålingen er ofte vigtigt i laboratorier og videnskabelige forsøg, så forskerne kan kalibrere deres instrumenter korrekt.

## Ioniserende baggrundsstråling

### Naturlige kilder
Jorden rammes af partikler fra rummet, hvilket kaldes kosmisk stråling. 
Der findes også naturligt forekommende radioaktive stoffer i vores omgivelser, som bidrager til baggrundsstrålingen. Noget findes i den mad vi indtager, anden stråling kommer fra jord og klipper. Den største kilde til baggrundsstrålingen i Danmark er den radioaktive  gas radon, som frigives fra undergrunden og fra byggematerialer.
Når byggematerialer kan være årsag til stråling, er det fordi sten indeholder naturlige radioaktive stoffer. Sten indgår i en række almindelige byggematerialer som beton og cement.

### Kunstige kilder
Der findes også en smule stråling fra ikke-naturlige kilder, såsom radioaktivt nedfald, spredning fra Tjernobyl-ulykken, og stråling fra erhvervsmæssige anvendelser. Disse kilder udgør dog en yderst lille andel af baggrundsstrålingen.
Medicinsk diagnostik kan også involvere bestråling, f.eks. når der tages et røntgenbillede eller udføres en CT-skanning.. Andre eksempler er PET-skanning, hvor der bruges kortlivede radioaktive lægemidler.

### Niveauet af baggrundsstråling
I Danmark er det gennemsnitlige niveau af baggrundsstråling ca. 3 millisievert om året (3 mSv/år). Gennemsnitsdanskeren modtager herudover 1 mSv/år fra medicinsk diagnostik.